# Serra do Imeri
Serra do Imeri, także Serranía de la Neblina (hiszp. Sierra de la Neblina, Serranía de la Neblina) – pasmo górskie na Wyżynie Gujańskiej, na granicy Brazylii i Wenezueli. Najwyższy szczyt, Pico da Neblina, wznosi się 2995 m n.p.m.. Znajdują się tu dwa parki narodowe: wenezuelski – Park Narodowy Serranía La Neblina i brazylijski – Parque Nacional do Pico da Neblina.